# Melvin Russell Ballard
Pour les articles homonymes, voir Ballard.
Melvin Russell Ballard, Jr, né le 8 octobre 1928 à Salt Lake City (Utah) et mort le 12 novembre 2023, est un homme d’affaires et un dirigeant religieux américain.
Le 10 octobre 1985, il est appelé à servir dans le collège des douze apôtres de l'Église de Jésus-Christ des saints des derniers jours.

## Service dans l’Église
Né à Salt Lake City, Utah, Melvin Russel Ballard a accompli une mission en Angleterre. En 1974, il est appelé comme président de la mission de Toronto, au Canada. Après le décès de l’apôtre Bruce R. McConkie, M. Russell Ballard est soutenu dans le Collège des douze apôtres le 6 octobre 1985, et ordonné apôtre dans l’Église de Jésus-Christ des saints des derniers jours le 10 octobre 1985.
M. Russell Ballard est le petit-fils de l’apôtre Melvin J. Ballard et de Hyrum M. Smith et il est un descendant de Hyrum Smith, frère du fondateur de l’Église, Joseph Smith.

## Activités professionnelles
Professionnellement, Ballard s'associe dans plusieurs entreprises, notamment dans l’automobile, l’immobilier et l'investissement des entreprises. Il est commercial pour son père, concessionnaire automobile Nash Motors, puis poursuit d'autres intérêts commerciaux dans le début des années 1950. En 1956, Ballard revient pour reprendre la « Motor Company Ballard » de son père. Pendant cette période, il sert également dans l’armée de réserve des États-Unis, démissionnant de son poste de premier lieutenant en 1957.
Au cours de la fin des années 1950, Ballard est recruté par la Ford Motor Company pour devenir le premier concessionnaire automobile Edsel pour Salt Lake City. Il signe et subit une perte énorme, « sans aucun doute la période la plus sombre » de sa carrière dans les affaires.
L’un des points forts de sa carrière commerciale est sa présidence de la salle de musique de la vallée de Bountiful (Utah), offrant des divertissements familiaux. Ballard travaille avec Art Linkletter, Danny Thomas, Bob Cummings, et d'autres célébrités d'Hollywood qui étaient conseillers à l'entreprise. Bien que le music-hall ait échoué financièrement, il s'est assuré que les investisseurs récupèrent l'argent investi[réf. nécessaire].

## Famille
M. Russell Ballard rencontre son épouse, Barbara Bowen, lorsqu’il est étudiant à l’Université d’Utah. Il l'épouse en 1951. Les Ballard sont parents de sept enfants. Une de leurs filles est mariée à Peter Huntsman, qui est le frère de Jon Huntsman, gouverneur de l'Utah, et le fils de Jon M. Huntsman, membre des soixante-dix de l’Église de Jésus-Christ des saints des derniers jours et milliardaire philanthrope.

## Distinctions
En novembre 2009, les services communautaires de l'Église catholique d'Utah décernent la distinction à M. Russell Ballard, en mentionnant qu'il est renommé pour sa « coopération avec l'Église catholique dans le but de pourvoir aux besoins des plus petits d'entre nous ». Les dirigeants religieux et associatifs rendent hommage à Melvin Russell Ballard en lui décernant le titre de « bâtisseur de ponts », faisant allusion à ses actions pour rassembler les diverses communautés dans le but d'unir leurs efforts pour aider les personnes en difficulté.

## Publications
- (en) Ballard, M. Russell, As Women of God, Deseret Book Company, 2002
- (en) ---, Be strong in the Lord, and in the power of his might (Classic Talk series), The Church of Jesus Christ of Latter-day Saints, 2002
- (en) ---, Counseling with Our Councils : Learning to Minister Together in the Church and in the Family, Salt Lake City, Deseret Book Company, 1997, 188 p., relié (ISBN 978-1-57345-209-0, OCLC 37606320, LCCN 97038121)
- (en) ---, The law of sacrifice and What came from Kirtland, Salt Lake City, Deseret Book Company, 1998 (ISBN 978-1-57345-403-2, OCLC 40736766, LCCN 98072585)
- (en) ---, Our Search for Happiness : An Invitation to Understand the Church of Jesus Christ of Latter-Day Saints, Salt Lake City, Deseret Book Company, 1993, 128 p. (ISBN 978-0-87579-917-9, LCCN 93029353)
- (en) ---, Staying the Course : Ten Keys to Gospel Commitment, Deseret Book Company, 2001
- (en) ---, Suicide : Some Things We Know and Some We Don't, Salt Lake City, Deseret Book Company, 1993 (ISBN 978-0-87579-766-3, OCLC 29378984, LCCN 94137199)
- (en) ---, When Thou Art Converted : Continuing the Search for Happiness, Salt Lake City, Deseret Book Company, 2001, 225 p. (ISBN 978-1-57345-813-9, LCCN 2001004759)